# Roland Aboujaoudé
Roland Aboujaoudé (ur. 7 września 1930 w Jall-Eddib, zm. 2 maja 2019 w Byblos) – libański duchowny maronicki, w latach 1975 - 2011 biskup pomocniczy Antiochii. 6 czerwca 2011 przeszedł na emeryturę.